# Raffi Lavie

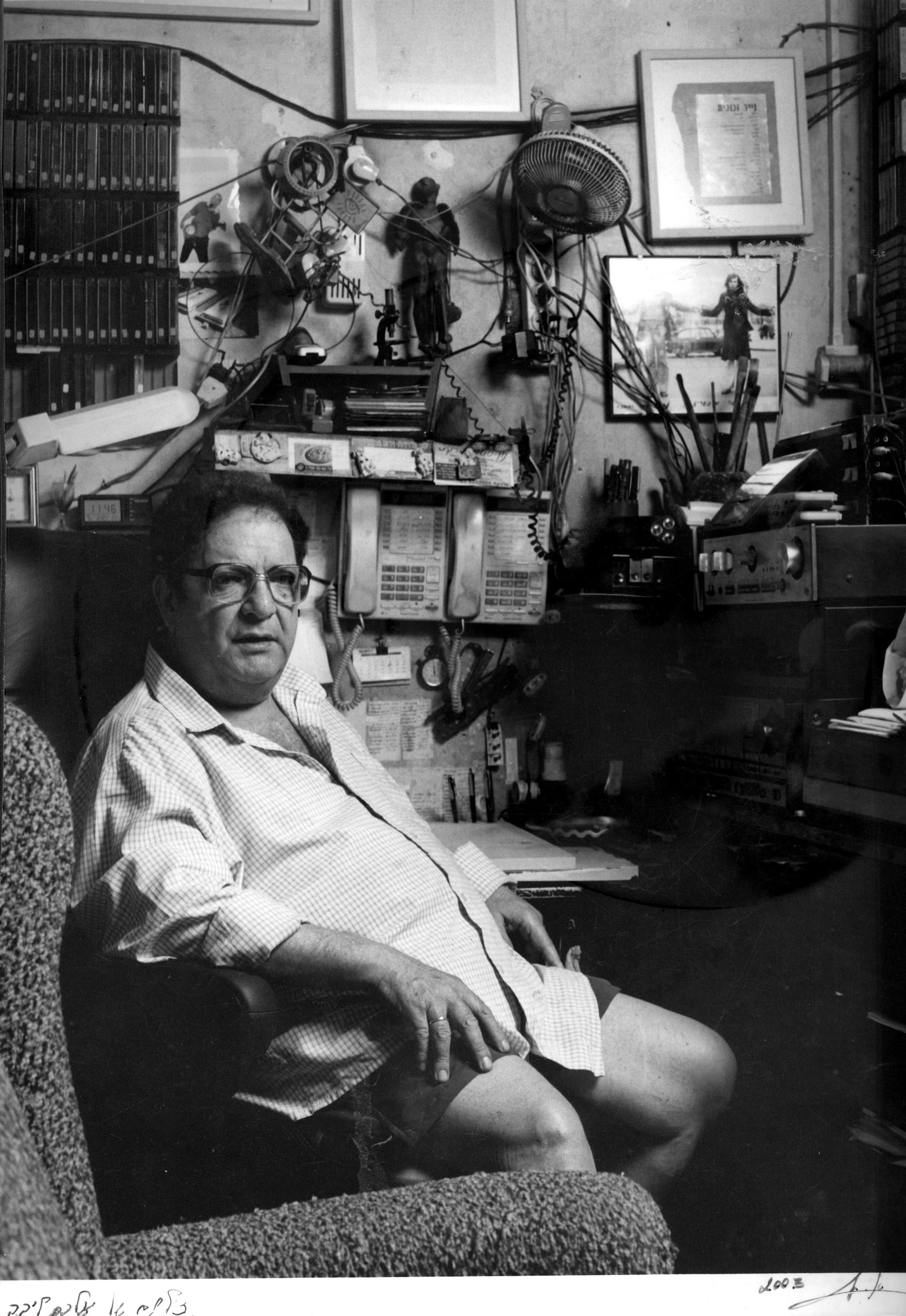
Raffi Lavie in 2003

Raffi Lavie (Tel Aviv, 1937 - aldaar, 7 mei 2007) was een invloedrijke Israëlische kunstschilder, kunstleraar, muziek- en kunstcriticus.
Zijn kunstzinnige scheppingen in de vorm van uit allerlei materialen bestaande collages houden het midden tussen abstract expressionisme en graffiti. Zijn werk wordt wel vergeleken met dat van de Amerikaanse abstracte kunstschilder Cy Twombly. In 1966 was Lavie een van de mede-oprichters van de slechts kort bestaan hebbende kunstgroep Ten Plus die een reactie op de stijl van de New Horizons vormde en de weg voorbereidde voor de kunstzinnige Israëlische ontwikkelingen uit de jaren zeventig.
Daarnaast gaf Lavie kunstonderricht aan het Art Teachers College in Ramat HaSharon. Generaties aankomende kunstschilders werden door hem opgeleid. Eveneens recenseerde hij klassieke muziek voor het Israëlische weekblad Ha'ir.
Raffi Lavie overleed thuis op 70-jarige leeftijd ten gevolge van alvleesklierkanker die een maand tevoren bij hem was ontdekt. Naar zijn wens werd zijn lichaam ter beschikking gesteld aan de Universiteit van Tel Aviv.

## Prijs
In 1978 ontving hij de Dizengoff Prijs.